# Rellie Kaputin
Rellie Kaputin (née le 12 mars 1993 à Kokopo) est une athlète papoue-néo-guinéenne, spécialiste notamment du saut en longueur.

## Carrière
Elle détient les records nationaux du saut en hauteur, du saut en longueur et du triple saut. Elle bat de nouveau le record national de la longueur pour remporter les Championnats d'Océanie d'athlétisme 2019, avec 6,50 m (+ 0,6 m/s), en battant au dernier saut l’Australienne Brooke Stratton d’un cm, titre qui augmente ses chances pour les Championnats du monde à Doha, une première pour une athlète de la PNG, hors places d’universalité. Elle réalise le doublé en s'imposant au triple saut avec 13,05 m.

## Palmarès
| Date | Compétition            | Lieu       | Résultat | Epreuve     | Marque  |
| ---- | ---------------------- | ---------- | -------- | ----------- | ------- |
| 2014 | Championnats d'Océanie | Rarotonga  | 2e       | Hauteur     | 1,57 m  |
| 2014 | Championnats d'Océanie | Rarotonga  | 2e       | Longueur    | 5,56 m  |
| 2014 | Championnats d'Océanie | Rarotonga  | 3e       | Triple saut | 11,35 m |
| 2017 | Championnats d'Océanie | Suva       | 1re      | Hauteur     | 1,65 m  |
| 2017 | Championnats d'Océanie | Suva       | 1re      | Longueur    | 5,86 m  |
| 2017 | Championnats d'Océanie | Suva       | 1re      | Triple saut | 13,05 m |
| 2018 | Jeux du Commonwealth   | Gold Coast | finale   | Triple saut | NM      |
| 2019 | Championnats d'Océanie | Townsville | 1re      | Longueur    | 6,50 m  |
| 2019 | Championnats d'Océanie | Townsville | 1re      | Triple saut | 13,04 m |

## Records
| Épreuve          | Épreuve   | Marque       | Lieu         | Date            |
| ---------------- | --------- | ------------ | ------------ | --------------- |
| Saut en hauteur  | Plein air | 1,77 m (NR)  | Port Moresby | 14 juillet 2015 |
| Saut en hauteur  | En salle  | 1,73 m (NR)  | Birmingham   | 11 mars 2017    |
| Saut en longueur | Plein air | 6,50 m (NR)  | Townsville   | 25 juin 2019    |
| Saut en longueur | En salle  | 6,27 m (NR)  | Alamosa      | 19 février 2017 |
| Triple saut      | Plein air | 13,28 m (NR) | Bradenton    | 27 mai 2017     |
| Triple saut      | En salle  | 13,09 m (NR) | Birmingham   | 11 mars 2017    |